# ادوین آرگو
ادوین آرگو (انگلیسی: Edwin Argo; ۲۲ سپتامبر ۱۸۹۵ – ۱۰ مارس ۱۹۶۲) سوارکار اهل ایالات متحده آمریکا بود.